# Igor Klucznikow
Igor Klucznikow (ros. Игорь Ключников; ur. 7 stycznia 1983 r. w mieście Łosino-Pietrowskij w obwodzie moskiewskim) – rosyjski rugbysta występujący na pozycji obrońcy lub skrzydłowego ataku. reprezentant kraju.

## Kariera klubowa
Obecnie Klucznikow jest zawodnikiem WWA-Podmoskowje z podmoskiewskiego miasta Monino.

## Kariera reprezentacyjna
W reprezentacji Rosji Klucznikow zadebiutował 9 marca 2003 roku w meczu z kadrą Gruzji. Z drużyną Niedźwiedzi zakwalifikował się do turnieju finałowego o Puchar Świata w 2011 roku, zajmując drugie miejsce w Pucharze Narodów Europy za drużyną Gruzji. Został także uwzględniony w składzie na te mistrzostwa.
Podczas Pucharu Świata wystąpił w dwóch pierwszych meczach swojego zespołu. Zagrał ze Stanami Zjednoczonymi oraz Włochami, w którym to jednak pojedynku odniósł kontuzję mostka, która wykluczyła go z dalszego udziału w turnieju.
Obecnie ma na koncie ponad 50 występów w barwach drużyny narodowej.